# Mémorial du zoo park
Le mémorial du zoo park est un monument commémoratif situé dans le parc zoologique de Windhoek, dans la région de Khomas en Namibie. Il s'agit d'un monument national de la Namibie depuis 1969.

## Parc
L'aménagement du site est décidé par les Allemands pour commémorer les soldats allemands morts lors de la guerre contre Hendrik Witbooi et les Namas. Les détails de la transformation du site en parc sont inconnus, si ce n'est des documents de 1904 qui nomment le site Denkmalsgarten ou Truppengarten. Le parc devient propriété de la ville en 1911.
Les sols étant riches en eau, une fontaine a été créée ainsi que des digues d'évacuation. En août 1916, les autorités sud-africaines autorisent la présence d'un zoo dans le parc, et ce dernier est aménagé selon sa nouvelle fonction dans les années qui suivent. Les animaux sont apportés par les fermiers de la région. En 1932, le parc ferme, et le zoo ne sert plus qu'à l'hébergement des oiseaux.
Trente-sept fragments d'une météorite tombée près de Gibeon entre 1911 et 1913 ont été parsemés dans le parc.

## Monument
Le monument a été érigé le 6 avril 1897. De deux mètres de haut, il se compose d'un obélisque surmonté d'un aigle impérial en bronze. Sur tous les côtés de l'obélisque figurent les noms des soldats morts au combat.